# 元昭业
元昭业（？—？），河南郡洛阳县（今河南省洛阳市东）人，追尊魏景穆帝拓跋晃玄孙，中散大夫元弼之子，北魏宗室、官员。

## 生平
元昭业很有学问，官至谏议大夫。永安二年（569年），元颢进攻洛阳，魏孝庄帝元子攸将要逃到洛河以南，元昭业站在阊阖门外，拉住马匹进谏，魏孝庄帝避开他通过，之后对元昭业慰劳勉励。元颢进入洛阳时，天刮起狂风，他想要进入阖闾门，马大惊不进，命人牵着马辔才进去。元昭业说：“从前更始帝刘玄从洛阳西进，刚要出发时，马受到惊吓，撞到北宫的铁柱，三匹马都死了，而更始帝最终也没成就帝位。以古观今，征兆是相同的。”元颢到七月果然败亡。元昭业后官至给事黄门侍郎、卫将军、右光禄大夫，去世后，谥号文侯。

## 家庭

### 兄弟姐妹
- 元晖业，北齐开府仪同三司、特进、美阳县公
- 元赞远，北魏东魏郡太守、广川武侯